# Opheltes glaucopterus
Opheltes glaucopterus är en stekelart som först beskrevs av Carl von Linné 1758.  Opheltes glaucopterus ingår i släktet Opheltes och familjen brokparasitsteklar. Arten är reproducerande i Sverige.

## Underarter
Arten delas in i följande underarter:
- O. g. barberi
- O. g. apicalis
- O. g. nigrodorsalis